# Cal Dasca
Cal Dasca és una obra del municipi de les Borges del Camp inclosa en l'Inventari del Patrimoni Arquitectònic de Catalunya.

## Descripció
És una casa de planta baixa pis i golfes, avui habilitada com a centre cultural. Té una coberta a dues vessants. A la façana principal- que dona al carrer de Catalunya- presenta un gran portal adovellat amb un medalló en baix relleu a la clau. Al primer pis té dos balcons, i al capdamunt petites finestres de llinda a l'altura de les golfes.A l'interior la coberta és sustentada amb un embigat de fusta.
Per la part del darrere- que dona a la recentment condicionada pista d'estiu, construïda sobre l'antic jardí- s'hi obre una galeria amb tres arcades de mig punt.

## Història

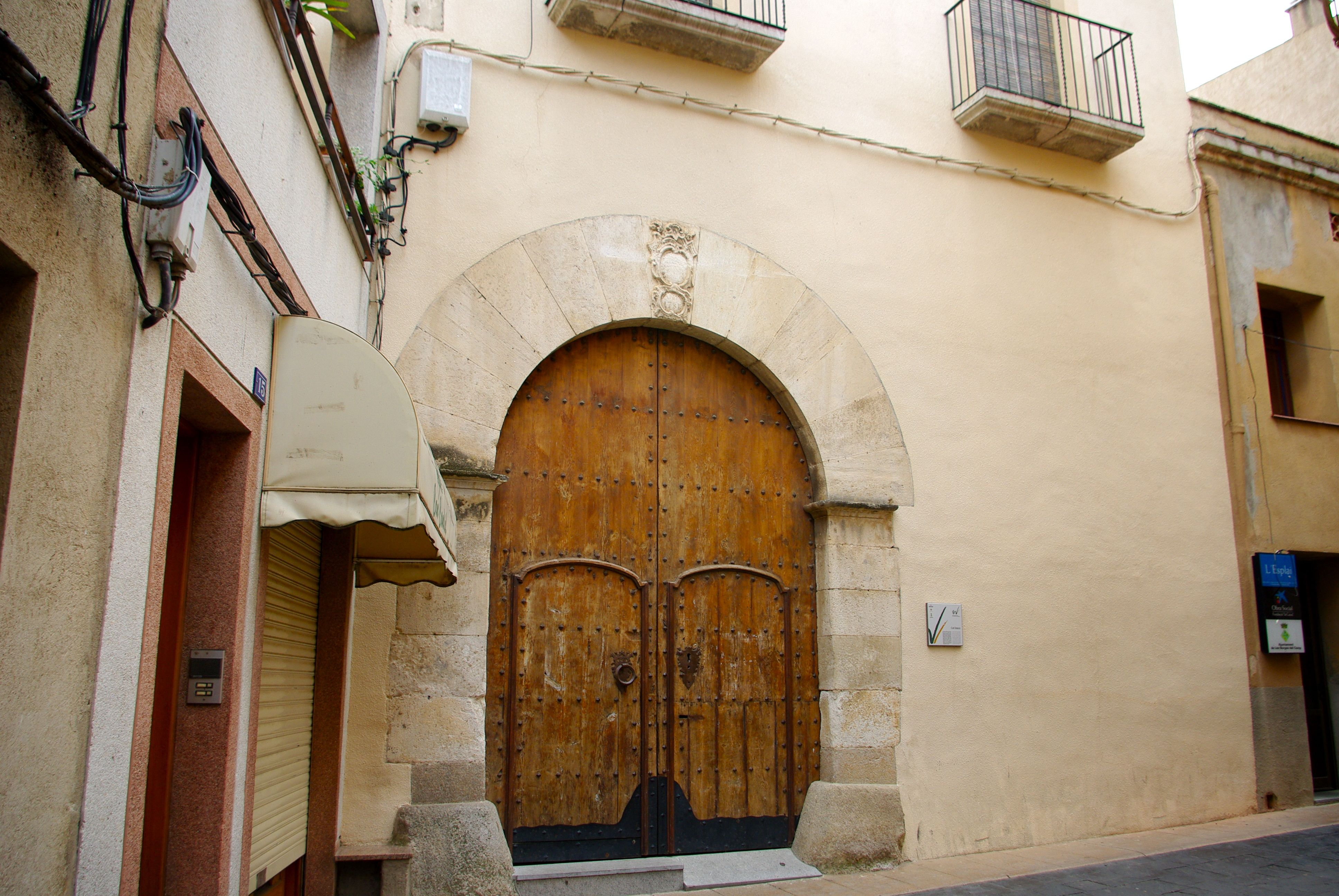
Porta principal de Cal Dasca

A la clau de la porta adovellada apareix, dins d'un medalló, la data 1781. La primera notícia documental que es té d'aquesta casa data, però, de 1811 procedent del testament del llavors propietari de la casa, Joan Martorell. L'any 1866 és venuda a Salvador Sardà. L'any 1903, quan la casa canvia de mans, passa a ser coneguda com a Ca l'Americano. El 1906 la casa passa a ser propietat d'Artur Dasca; des d'aleshores serà coneguda com a Cal Dasca. L'any 1996 l'Ajuntament comprà la casa a la família propietària i començà la seva rehabilitació com a centre cultural i lúdic municipal.